# Erlöserkirche (Wiener Neustadt)

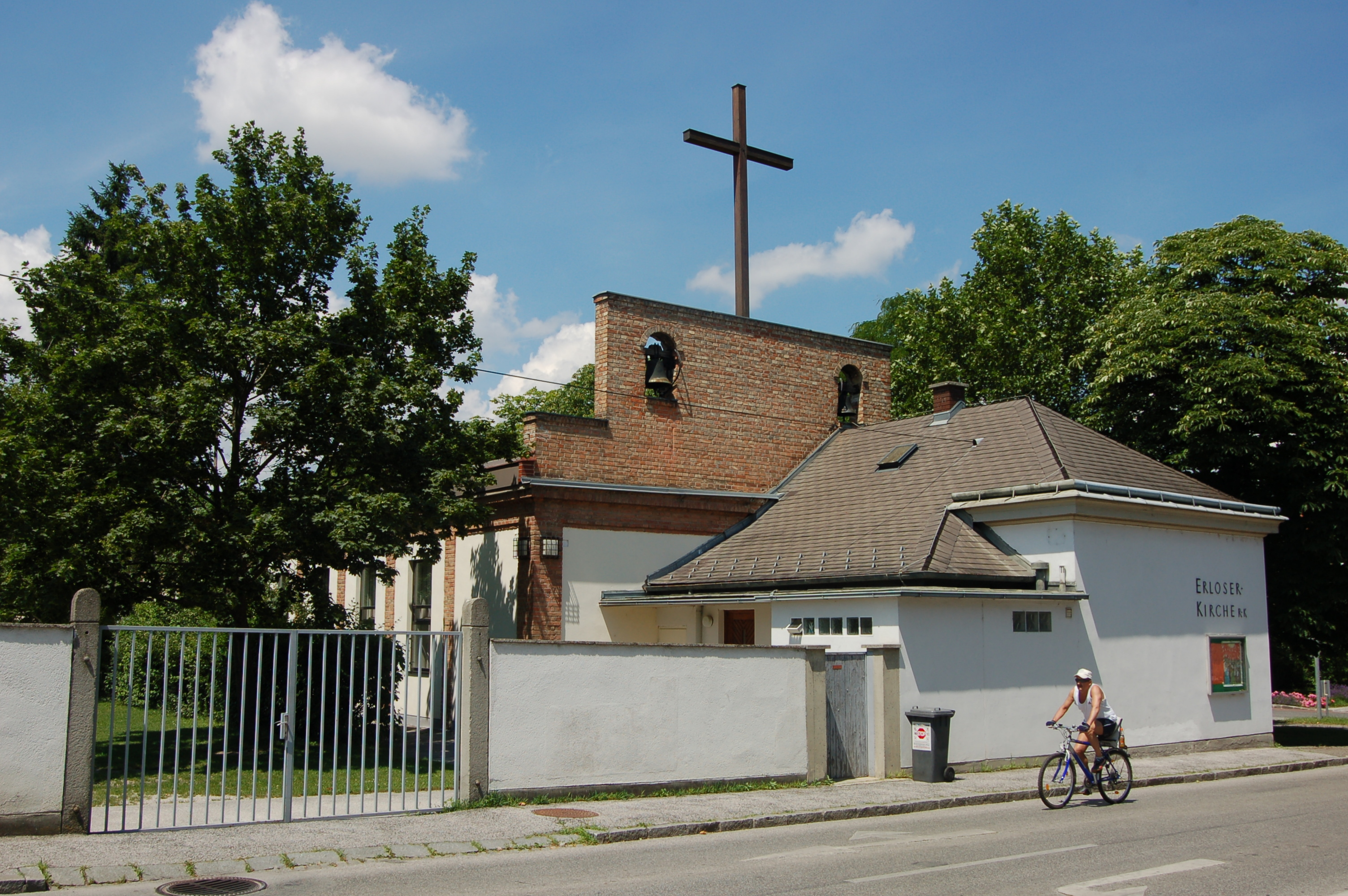
Erlöserkirche

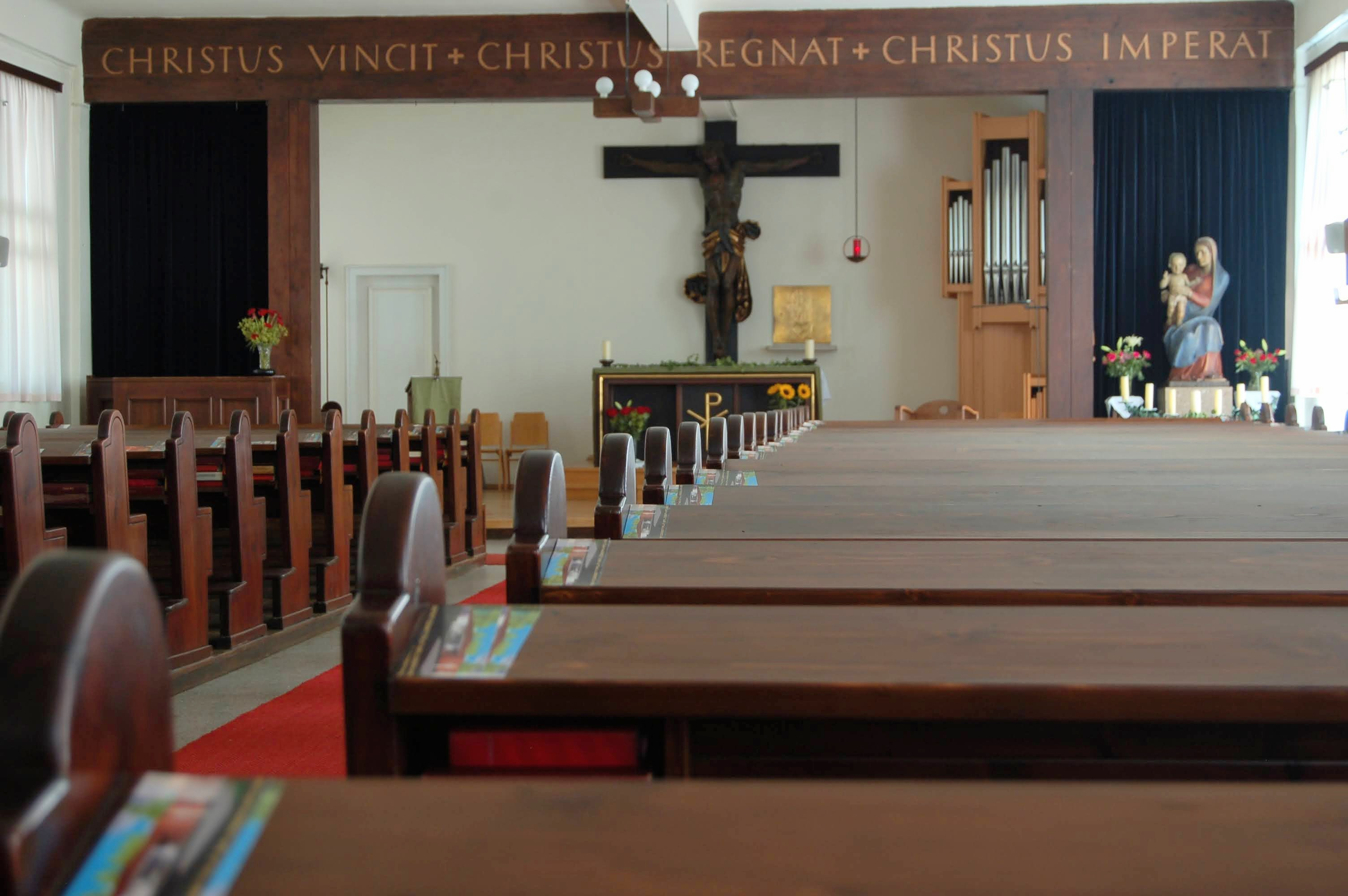
Innenraum (2011)

Die Filialkirche zum Heiligsten Erlöser  ist eine römisch-katholische Kirche der Propsteipfarre des Domes in Wiener Neustadt in der Brunner Straße 5–7.
Eine ehemalige Halle einer Schuhfabrik, im Jahre 1919 errichtet, wurde von 1931 bis 1932 nach den Plänen des Architekten Clemens Holzmeister zu einer Kirche umgebaut. Der flache lange Rechteckbau zeigt eine Fassade mit Lisenen und Traufgesims aus Ziegelmauerwerk. Im Dachbereich gibt es einen rechteckigen Blendgiebel, welcher für ein Geläute durchbrochen ist und von einem einfachen Kreuz bekrönt wird. Im flach gedeckten Saalraum ist der Bereich des Presbyteriums leicht erhöht und durch seitliche Einbauten aus Holz vom Gemeinderaum etwas abgesetzt. An der Ostwand befand sich sprünglich ein Kruzifix vom Bildhauer Anton Hanak, welches nach dem Krieg durch ein Werk von Johann Coleselli ersetzt worden ist. 
Maßgebend für die Innenausrichtung war Berufsschuldirektor und Graphiker Karl Haselböck; die von ihm gefertigten Christkönigsrufe über der Triumphpforte lauten "Chrisus vincit, Christus regnat, Christus imperat." Eine moderne Madonnafigur stammt vom Bildhauer Hans Andre. Die Hinterglasmalerei der Kreuzwegbilder schuf die Malerin Thiem-Samassa. Die Orgel von Friedrich Heftner aus dem Jahr 1992 verfügt über 10 Register.